# Jean Joseph Alexandre Amédée de Cambiaire
 (août 2010).
Si vous disposez d'ouvrages ou d'articles de référence ou si vous connaissez des sites web de qualité traitant du thème abordé ici, merci de compléter l'article en donnant les références utiles à sa vérifiabilité et en les liant à la section « Notes et références ».
Jean Joseph Alexandre Amédée de Cambiaire était un général français né le 25 avril 1800 (7 floréal an VIII) à Vabres et mort le 21 avril 1860 à l'Hôtel-Dieu de Nîmes. 
Il était fils de Jean François Alexandre de Cambiaire, seigneur de Molières et de Saint-Rome, baron d'Esplas et de Marie Félicité d'Alingrin de Falgous, et frère cadet de Jean François Alexandre Emile de Cambiaire, baron d'Esplas.

## États de service
- 1817 : engagement dans la compagnie de Grammont des gardes du corps du roi
- 3 janvier 1851 : colonel du 1er régiment de Cuirassiers
- 31 décembre 1857 : général de brigade, commandant des départements de l'Aude et de l'Ariège
- mai 1859 : commande une brigade durant la guerre d'Italie